# Maja Zupančič
Maja Zupančič, slovenska psihologinja, * 29. december 1959, Ljubljana. 
M. Zupančič je leta 1982 diplomirala na ljubljanski Filozofski fakulteti in prav tam 1990 tudi doktorirala. V letih 1983−1989 je bila zaposlena na Pedagoškem inštitutu pri Univerzi v Ljubljani, od 1989 dalje pa dela na Oddelku za psihologijo FF v Ljubljani, od 2002 kot redna profesorica za razvojno psihologijo. Na prvi in drugi stopnji študija psihologije na UL predava Psihologijo mladostništva in odraslosti, Razvojnopsihološka diagnostika, Razvojnopsihološke teorije. 